# Ikkerinsaari
Ikkerinsaari, nordsamiska: Ikkersuálui, är en ö i Finland. Den ligger i sjön Enare träsk och i kommunen Enare i den ekonomiska regionen Norra Lappland och landskapet Lappland, i den norra delen av landet, 1 000 km norr om huvudstaden Helsingfors. Öns area är 46,5 hektar och dess största längd är 1,2 kilometer i öst-västlig riktning.